# Lago Upper Klamath
El lago Upper Klamath, a veces llamado simplemente lago Klamath (en inglés: Upper Klamath Lake, que literalmente quiere decir, «lago del Klamath Superior» o «lago del Alto Klamath») es un lago de agua dulce, grande y poco profundo, localizado en la vertiente oriental de la cordillera de las Cascadas, en el centro sur del estado de Oregón, en los Estados Unidos. Con 249,06 km², es el cuerpo de agua dulce más grande de Oregón, con unos 32 km de largo y 12,9 km de ancho y se encuentra a una altitud de 1.262 m. En su orilla sur se encuentra la ciudad de Klamath Falls (con una población estimada de 21,305 habitantes en 2009), capital del condado de Klamath.
La profundidad del lago varía debido a la regulación del suministro de agua, que va desde los 2,5 m a los 18 m de profundidad en los niveles medios (el nivel del lago se mantiene dentro de los 1261-1264 m sobre el nivel del mar). El lago es alimentado por varios ríos y arroyos, entre ellos el Williamson (161 km) y  Sprague (121 km) y es drenado por el río Link, un corto río que sale por su extremo sur, de sólo 1,6 km, que a veces se considera parte del propio río Klamath. Está conectado por un canal corto con el lago Agency (36 km²), un lago más pequeño situado a menos de 2 km al norte. El Refugio Nacional de Vida Silvestre Upper Klamath (Upper Klamath National Wildlife Refuge) protege el borde norte del lago.

## Historia

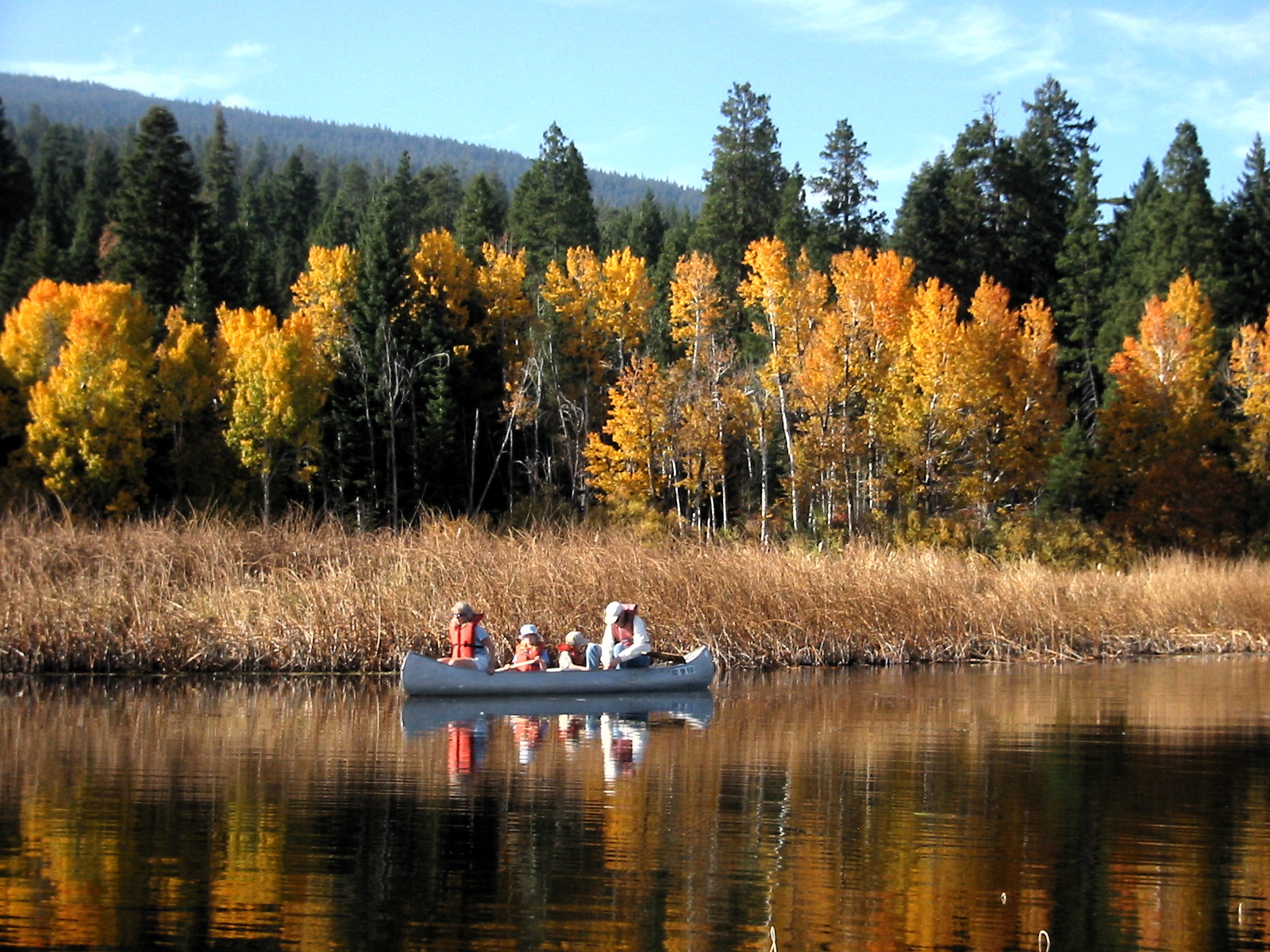
Vista de la ribera en otoño

Desde 1917, el nivel del agua en el lago ha sido regulada por la Oficina de Reclamación de Estados Unidos (United States Bureau of Reclamation) como parte del «Proyecto de Recuperación del Klamath» (Klamath Reclamation Project) para apoyar la agricultura en la cuenca alta del Klamath.
Antes del siglo XX, el lago estaba rodeado de pantanos que fueron drenados de forma generalizada para obtener tierras cultivadas. El lago es, naturalmente, eutrófico, resultando en una alta concentración natural de nutrientes. En el siglo XX, el aumento de nutrientes por la escorrentía en un valle ya agrícola ha causado que se haya vuelto hipereutrófico, con una alta concentración de algas verdeazuladas sobre el lago (en gran parte Microcystis aeruginosa y Aphanizomenon flos-aquae). La explosión de algas, a su vez, ha vuelto el agua de un color verde opaco en el verano y han reducido un poco los usos recreativos. Las normas estatales de disolución de oxígeno son sistemáticamente violadas. En 1988, dos especies de peces antes abundantes en el lago, el matalote del río Lost y el matalote de nariz corta, fueron incluidas en la lista federal de especies en peligro de extinción. Esto hizo que uno de los mayores proyectos jamás celebrados entre una empresa privada (Aqua Farm Inc., iniciada por Kenn J. Arnecke) y varias agencias del Gobierno, para dragar un canal de navegación desde un extremo del lago al otro, fuese abandonado.
Una sequía en el verano de 2001 causó que la Oficina de Reclamación cerrase el proyecto de los bombeos del Klamath para proteger a la población piscícola. El cierre provocó protestas entre la comunidad ganadera y se ha convertido en una cuestión nacional que atañe al alcance de los derechos de propiedad y el ecologismo.